# Pavetta zeylanica
Pavetta zeylanica är en måreväxtart som först beskrevs av Joseph Dalton Hooker, och fick sitt nu gällande namn av James Sykes Gamble. Pavetta zeylanica ingår i släktet Pavetta och familjen måreväxter. Inga underarter finns listade i Catalogue of Life.